# Кокорень
Кокорень, Кокорені (рум. Cocoreni) — село у повіті Горж в Румунії. Входить до складу комуни Билтень.
Село розташоване на відстані 224 км на захід від Бухареста, 23 км на південь від Тиргу-Жіу, 68 км на північний захід від Крайови.

## Населення
За даними перепису населення 2002 року у селі проживали 1398 осіб, з них 1397 осіб (99,9%) румунів. Рідною мовою 1397 осіб (99,9%) назвали румунську.